# Caiapônia

Caiapônia este un oraș în Goiás (GO), Brazilia.